# Гёте, Август фон
Юлиус Август Вальтер фон Гёте (нем. Julius August Walter von Goethe; 25 декабря 1789, Веймар — 28 октября 1830 или 27 октября 1830, Рим) — сын Иоганна Вольфганга Гёте, веймарский чиновник.
Август единственным из пятерых детей Иоганна Вольфганга Гёте и Кристианы Вульпиус достиг зрелого возраста. Он учился в Гейдельбергском университете. В 27 лет женился на Оттилии Вильгельмине Эрнестине Генриетте фон Погвиш. В браке родилось трое детей: Вальтер Вольфганг, Вольфганг Максимилиан и Альма.
Август фон Гёте умер во время поездки по Италии и был похоронен в Риме на некатолическом кладбище недалеко от пирамиды Цестия. На его могиле высечена надпись без указания имени Август: «Гёте, сын, умер раньше отца в 40 лет».